# Dán férfi jégkorong-válogatott
A dán férfi jégkorong-válogatott Dánia nemzeti csapata, amelyet a Dán Jégkorongszövetség (dánul: Danmarks Ishockey Union) irányít. A válogatott 1949-ben jött létre, jelenleg az IIHF-világranglista 12. helyén található. Sokáig tartották a legnagyobb vereség rekordját, mivel Kanada a dán válogatott első mérkőzésén 47–0 arányban győzött. Ezt a rekordot 1987-ben döntötte meg Új-Zéland, miután 58–0-ra kikapott Ausztráliától.
A válogatott 1949-ben mutatkozott be a világbajnokságon, majd bő 10 év kihagyás következett. 1962-ben már a B csoportos vb-re sorolták be, ahonnan rögtön kiesett. Ezt követően majdnem 30 évig jellemzően a C csoportos vb-ken szerepelt. 1991-ben megnyerte a C csoportot és felkerült a B csoportba, ahol stabilan tartotta a helyét. 2002-ben nyerte meg a divízió I-es vb-t, 2003-tól folyamatosan a főcsoport tagja. Legjobb világbajnoki helyezésüket, a 4. helyet, 2025-ben érték el. Téli olimpiára még nem sikerült kijutniuk.

## Eredmények
1920 és 1968 között a téli olimpia minősült az az évi világbajnokságnak is. Ezek az eredmények kétszer szerepelnek a listában.

### Világbajnokság
- 1949 – 10. hely
- 1950–1961 – nem vett részt
- 1962 – 14. hely (B csop., 6. hely)
- 1963 – 18. hely (C csop., 3. hely)
- 1964 – nem vett részt
- 1965 – nem vett részt
- 1966 – 18. hely (C csop., 2. hely)
- 1967 – 19. hely (C csop., 3. hely)
- 1968 – nem vett részt
- 1969 – 20. hely (C csop., 6. hely)
- 1970 – 19. hely (C csop., 5. hely)
- 1971 – 20. hely (C csop., 6. hely)
- 1972 – 20. hely (C csop., 7. hely)
- 1973 – 21. hely (C csop., 7. hely)
- 1974 – nem vett részt
- 1975 – 20. hely (C csop., 6. hely)
- 1976 – 20. hely (C csop., 4. hely)
- 1977 – 19. hely (C csop., 2. hely)
- 1978 – 19. hely (C csop., 3. hely)
- 1979 – 16. hely (B csop., 8. hely)
- 1981 – 20. hely (C csop., 4. hely)
- 1982 – 19. hely (C csop., 3. hely)
- 1983 – 20. hely (C csop., 4. hely)
- 1985 – 21. hely (C csop., 5. hely)
- 1986 – 21. hely (C csop., 5. hely)
- 1987 – 18. hely (C csop., 2. hely)
- 1989 – 16. hely (B csop., 8. hely)
- 1990 – 18. hely (C csop., 2. hely)
- 1991 – 17. hely (C csop., 1. hely)
- 1992 – 16. hely (B csop., 4. hely)
- 1993 – 16. hely (B csop., 4. hely)
- 1994 – 17. hely (B csop., 5. hely)
- 1995 – 17. hely (B csop., 5. hely)
- 1996 – 18. hely (B csop., 6. hely)
- 1997 – 20. hely (B csop., 8. hely)
- 1998 – 20. hely (B csop., 4. hely)
- 1999 – 17. hely (B csop., 1. hely)
- 2000 – 21. hely (B csop., 5. hely)
- 2001 – 22. hely (Divízió I A, 3. hely)
- 2002 – 18. hely (Divízió I B, 1. hely)
- 2003 – 11. hely
- 2004 – 12. hely
- 2005 – 14. hely
- 2006 – 13. hely
- 2007 – 10. hely
- 2008 – 12. hely
- 2009 – 13. hely
- 2010 – 8. hely
- 2011 – 11. hely
- 2012 – 13. hely
- 2013 – 13. hely
- 2014 – 13. hely
- 2015 – 14. hely
- 2016 – 8. hely
- 2017 – 12. hely
- 2018 – 10. hely
- 2019 – 11. hely

### Olimpiai játékok
- 1920–2018 – nem jutott ki
- 2022 – 7. hely